# Гута-Гоголовська
Гута-Гоголовська (пол. Huta Gogołowska) — село в Польщі, у гміні Фриштак Стрижівського повіту Підкарпатського воєводства.
Населення — 247 осіб (2011).
У 1975-1998 роках село належало до Ряшівського воєводства.

## Демографія
Демографічна структура станом на 31 березня 2011 року:
|          | Загалом | Допрацездатний вік | Працездатний вік | Постпрацездатний вік |
| -------- | ------- | ------------------ | ---------------- | -------------------- |
| Чоловіки | 124     | 25                 | 81               | 18                   |
| Жінки    | 123     | 25                 | 61               | 37                   |
| Разом    | 247     | 50                 | 142              | 55                   |